# Немецкий сливовый пирог
Немецкий сливовый пирог (цве́чгенкухен, нем. Zwetschgenkuchen или пфла́уменкухен, нем. Pflaumenkuchen) — листовой фруктовый пирог с начинкой из свежей летней синей сливы на дрожжевом или песочном тесте, выпекаемый на противне. В Германии считается традиционным для Южной Германии пирогом из Аугсбурга, где сливовый пирог называется «дачи». Аугсбург за любовь его жителей к фруктовым пирогам ещё в XIX веке заслужил шутливое прозвище «Да́чибург» (нем. Datschiburg — «пирожная крепость»).
В немецкоязычных странах различают более крупную и сочную синюю сливу круглой формы (prunus domestica, нем. Pflaume) и более тёмную, вытянутой формы и помельче (prunus domestica subsp. domestica, нем. Zwetschge), которая, как считается, лучше подходит для начинки пирогов. На тонкий слой теста выкладываются разрезанные на половинки плоды сливы без косточек кожицей вниз. Иногда пирог посыпают кондитерской крошкой, которую готовят из муки, сахара, сливочного масла и корицы. Популярен в разных регионах Германии, Австрии и Швейцарии, хотя и именуется по-разному. По данным Deutsche Welle сливовый пирог наряду с яблочным является самым любимым открытым пирогом в Германии. В Бадене сливовый пирог традиционно подают к картофельному супу.